# WinRM
WinRM（Windows 远程管理，Windows Remote Management）是WEB服务管理於微软的Microsoft Windows中的實現，它允许處於一個共同網絡內的Microsoft Windows計算機彼此之間互相訪問和交換信息。在一台機器启用WinRM後，另一台機器就能通過Windows PowerShell对開啟WinRM的機器進行远程管理。